# Maria Angwin
Maria Angwin, född 1849, död 1898, var en kanadensisk läkare. Hon blev 1884 den första kvinnliga läkaren i Nova Scotia (den första kvinnliga läkaren i Kanada var Jennie Kidd Trout 1875). 